# Zeunitz
Zeunitz ist ein zur Ortschaft Leipnitz der Großen Kreisstadt Grimma gehöriges Dorf im Landkreis Leipzig in Sachsen. Es wurde am 1. Januar 1952 nach Schkortitz eingemeindet. Die Umgliederung nach Leipnitz erfolgte am 1. Januar 1968. Als Ortsteil von Leipnitz kam Zeunitz am 1. Januar 1994 zur Gemeinde Thümmlitzwalde, die am 1. Januar 2011 mit der Stadt Grimma fusionierte. Seitdem gehört Zeunitz zur Ortschaft Leipnitz der Stadt Grimma.

## Geographie

### Geographische Lage und Verkehr

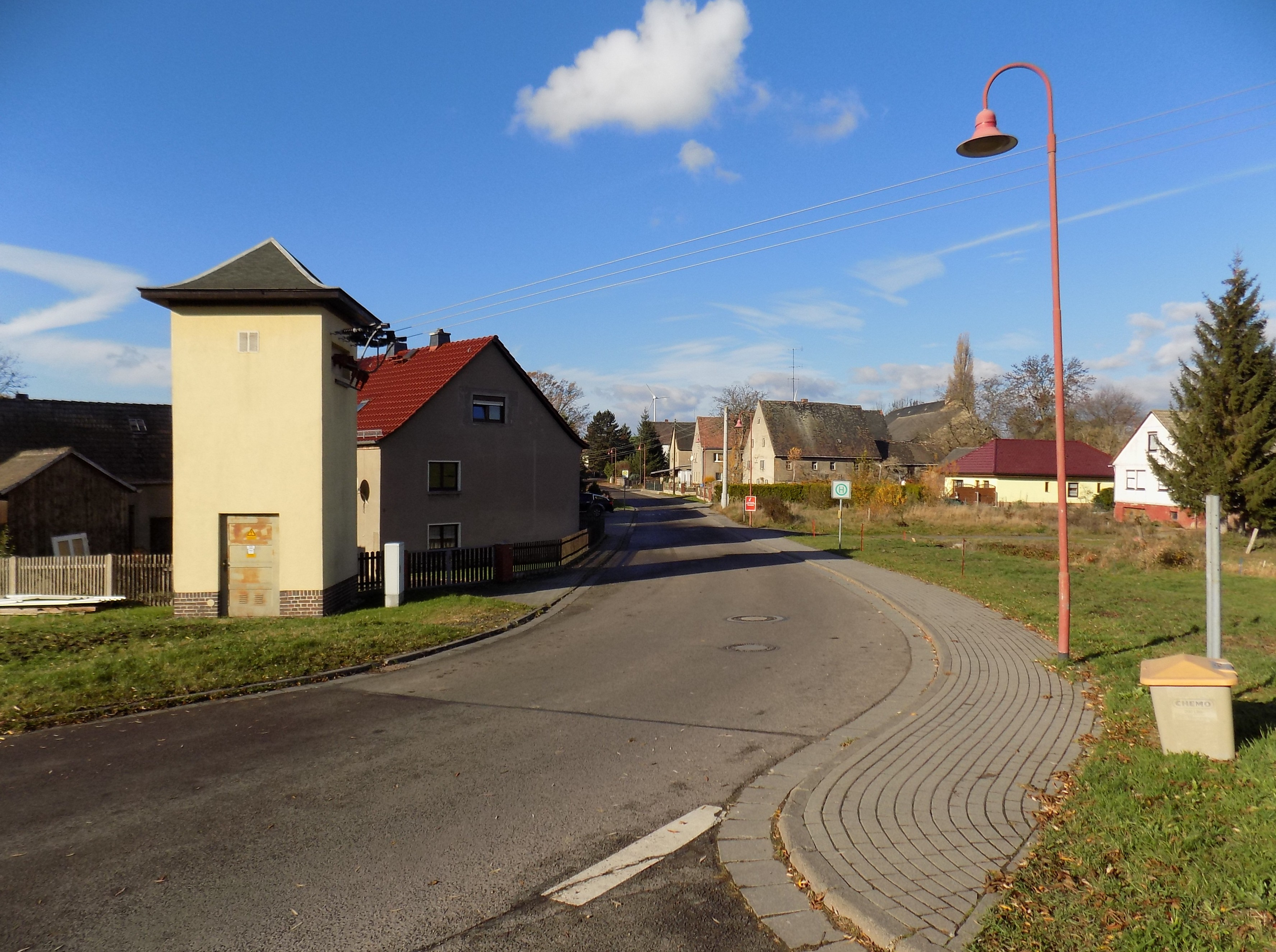
Die Hauptstraße von Zeunitz

Zeunitz liegt an der K8307 zwischen Bröhsen und Leipnitz, rund acht Kilometer östlich der Grimmaer Innenstadt. Der durch den Ort fließende Mühlbach entwässert über den Thümmlitzbach in die Mulde.

### Nachbarorte
| Bröhsen    | Haubitz                                     | Pöhsig              |
| Schkortitz | Kompassrose, die auf Nachbargemeinden zeigt | Kuckeland, Papsdorf |
| Naundorf   | Keiselwitz                                  | Leipnitz            |

## Geschichte
Urkundlich wurde das Straßenangerdorf Zeunitz 1350 das erste Mal als „Czuͤnicz“ genannt. Bezüglich der Grundherrschaft gehörte Zeunitz bis 1856 als Amtsdorf zum kurfürstlich-sächsischen bzw. königlich-sächsischen Erbamt Grimma. Bei den im 19. Jahrhundert im Königreich Sachsen durchgeführten Verwaltungsreformen wurden die Ämter aufgelöst. Dadurch kam Zeunitz im Jahr 1856 unter die Verwaltung des Gerichtsamts Grimma und 1875 an die neu gegründete Amtshauptmannschaft Grimma.
Am 1. Januar 1952 wurde Zeunitz nach Schkortitz eingemeindet. Durch die zweite Kreisreform in der DDR im Jahr 1952 wurde Zeunitz als Ortsteil der Gemeinde Schkortitz dem Kreis Grimma im Bezirk Leipzig angegliedert. Am 1. Januar 1968 erfolgte die Umgliederung von Zeunitz nach Leipnitz. Kirchlich gehört Zeunitz seit jeher zu Leipnitz.
Als Teil der Gemeinde Leipnitz kam Zeunitz im Jahr 1990 zum sächsischen Landkreis Grimma, der 1994 im Muldentalkreis bzw. 2008 im Landkreis Leipzig aufging. Durch den Zusammenschluss der Gemeinden Böhlen, Dürrweitzschen, Leipnitz, Ragewitz und Zschoppach wurde Zeunitz am 1. März 1994 ein Ortsteil der Gemeinde Thümmlitzwalde. Am 1. Januar 2011 fusionierte diese mit der Großen Kreisstadt Grimma. Seitdem ist Zeunitz einer von sechs Ortsteilen der Grimmaer Ortschaft Leipnitz.

### Entwicklung der Einwohnerzahl
| Jahr    | Einwohnerzahl                           |
| ------- | --------------------------------------- |
| 1548/51 | 9 besessene Mann, 10 Inwohner, 12 Hufen |
| 1764    | 9 besessene Mann, 9 Häusler, 12 Hufen   |
| 1834    | 138                                     |

| Jahr | Einwohnerzahl |
| ---- | ------------- |
| 1871 | 139           |
| 1890 | 134           |
| 1910 | 118           |

| Jahr | Einwohnerzahl |
| ---- | ------------- |
| 1925 | 120           |
| 1939 | 104           |
| 1946 | 155           |